# Municipio de Chesaning
El municipio de Chesaning (en inglés: Chesaning Township) es un municipio ubicado en el condado de Saginaw en el estado estadounidense de Míchigan. En el año 2010 tenía una población de 4659 habitantes y una densidad poblacional de 52,05 personas por km².

## Geografía
El municipio de Chesaning se encuentra ubicado en las coordenadas 43°10′39″N 84°6′18″O / 43.17750, -84.10500. Según la Oficina del Censo de los Estados Unidos, el municipio tiene una superficie total de 89.52 km², de la cual 88,76 km² corresponden a tierra firme y (0,85 %) 0,76 km² es agua.

## Demografía
Según el censo de 2010, había 4659 personas residiendo en el municipio de Chesaning. La densidad de población era de 52,05 hab./km². De los 4659 habitantes, el municipio de Chesaning estaba compuesto por el 95,9 % blancos, el 0,43 % eran afroamericanos, el 0,41 % eran amerindios, el 0,24 % eran asiáticos, el 1,85 % eran de otras razas y el 1,18 % eran de una mezcla de razas. Del total de la población el 4,74 % eran hispanos o latinos de cualquier raza.